# ريكس باترسون
ريكس باترسون (بالإنجليزية: Rex Patterson)‏ هو سياسي أسترالي، ولد في 8 يناير 1927 في بوندابيرج في أستراليا، وتوفي في 13 أبريل 2016 في ماكاي في أستراليا. حزبياً، نشط في حزب العمال الأسترالي. وقد انتخب عضو مجلس النواب الأسترالي عن دائرة Division of Dawson ‏ (26 فبراير 1966 – 13 ديسمبر 1975).